# Сайо (Нью-Йорк)
Сайо (англ. Scio) — місто (англ. town) в США, в окрузі Аллегені штату Нью-Йорк. Населення — 1614 особи (2020).

## Демографія
Згідно з переписом 2010 року, у місті мешкали 1833 особи в 726 домогосподарствах у складі 501 родини. Було 975 помешкань
Расовий склад населення:
| - 97,4 % — білих - 0,6 % — азіатів - 0,4 % — корінних американців - 0,4 % — чорних або афроамериканців - 0,2 % — вихідців з тихоокеанських островів |

До двох чи більше рас належало 0,8 %. Частка іспаномовних становила 1,1 % від усіх жителів.
За віковим діапазоном населення розподілялося таким чином: 23,3 % — особи молодші 18 років, 61,3 % — особи у віці 18—64 років, 15,4 % — особи у віці 65 років та старші. Медіана віку мешканця становила 42,5 року. На 100 осіб жіночої статі у місті припадало 103,7 чоловіків;  на 100 жінок у віці від 18 років та старших — 104,7 чоловіків також старших 18 років.
Середній дохід на одне домашнє господарство  становив 55 542 долари США (медіана — 44 688), а середній дохід на одну сім'ю — 63 636 доларів (медіана — 57 500). Медіана доходів становила 44 375 доларів для чоловіків та 30 469 доларів для жінок. За межею бідності перебувало 14,7 % осіб, у тому числі 22,0 % дітей у віці до 18 років та 5,7 % осіб у віці 65 років та старших.
Цивільне працевлаштоване населення становило 699 осіб. Основні галузі зайнятості: освіта, охорона здоров'я та соціальна допомога — 35,5 %, роздрібна торгівля — 15,5 %, виробництво — 10,6 %, публічна адміністрація — 6,4 %.